# هفت خط جام
در گذشته، جام‌هایی با هفت خط وجود داشت که از بالا به پایین به این نام‌ها خوانده می‌شدند: «جور، بغداد، بصره، ازرق، اشک، کاسه‌گر و فُرودینه».
ساقی برای هر کسی، بنا بر گنجایش و توانش، تا یکی از خطوط هفتگانه روی جام شراب می‌ریخت. ادیب‌الممالک فراهانی نام این خطوط را در شعری آورده‌است:
| هفت خط داشت جام جمشیدی    |  | هریکی در صفا چو آیینه  |
| جور و بغداد و بصره و ازرق |  | اشک و کاسه‌گر و فُرودینه |